# 趙晉
趙晉（？—1713年），字晝三，號二今。福建閩縣人。清朝翰林。

## 生平
康熙四十二年（1703年）癸未科一甲第二名進士（榜眼）。授翰林院編修。康熙五十年（1711年）辛卯科江南鄉試，任副主考官。發榜時因結果不公，引發辛卯科场案，考生鬧事。經江蘇巡撫張伯行上奏，康熙帝下旨嚴查，查明兩江總督噶礼、副主考趙晉及考官王曰俞、方名等受贿。康熙五十二年（1713年）正月，九卿议定噶礼被革職，趙晉等則被問斬。据称趙晉在行刑前死于扬州狱中。